# قوتش مراد
قوتش مراد (بالفارسية: قوچ‌مراد) هي قرية تقع في غلستان في إيران. يقدر عدد سكانها بـ 1,028 نسمة .